# تعويض مثالي
في نظرية علوم الرياضة، تُعرف حالة التعويض المثالي بأنها فترة ما بعد التدريب والتي ترتفع خلالها القدرة على أداء الوظيفة/المقياس الذي تم التدرب عليه عن فترة ما قبل التدريب.

## الوصف

اللياقة البدنية الأولية، والتدريب، والاستعادة، والتعويض المثالي

يُمكن تقسيم مستوى لياقة أي جسم بشري أثناء التدريب إلى أربع فترات: اللياقة البدنية الأولية والتدريب والاستعادة والتعويض المثالي. فخلال فترة اللياقة البدنية الأولية، يكون لهدف التدريب مستوى أساسي من اللياقة البدنية (موضح في قطاع الوقت في الرسم البياني). وعند الدخول في فترة التدريب يقل مستوى اللياقة البدنية للهدف (التدريب عملية تفويضية، موضحة في القطاع الثاني للوقت في الرسم البياني). وبعد التدريب يدخل الجسم في فترة الاستعادة والتي يرتفع مستوى اللياقة خلالها إلى مستوى اللياقة البدنية الأولية (موضحة في القطاع الثالث للوقت في الرسم التوضيحي). ولأن جسم الإنسان عبارة عن كائن حي قابل للضبط، فسوف يشعر بالحاجة إلى ضبط نفسه إلى مستوى أعلى من اللياقة تحسبًا لجلسة التدريب التالية. وكذلك لا يتوقف مستوى اللياقة البدنية التي تعقب جلسة التدريب عند مستوى اللياقة البدنية الأولية. بل يدخل الجسم بدلاً من ذلك في فترة التعويض المثالي والتي خلالها تتجاوز اللياقة البدنية مستوى اللياقة البدنية الأولية (موضحة في القطاع الرابع للوقت في الرسم البياني). إذا كانت لا توجد أي تدريبات لاحقة سوف ينخفض مستوى اللياقة البدنية ببطء باتجاه مستوى اللياقة الأولية ( موضح في القطاع الأخير للوقت في الرسم البياني). وعلى الرغم من طرحها لأول مرة بواسطة العالم المجري نيكولاي جاكولو في عام 1976, إلا أن هذه النظرية تُعد المبدأ الأساسي للتدريب الرياضي.
وإذا تمت ممارسة التدريب التالي خلال فترة الاستعادة، فقد يحدث إفراط في التدريب . وإذا تمت ممارسة التدريب التالي خلال فترة التعويض المثالي سوف يتقدم الجسم إلى مستوى أعلى من اللياقة البدنية. أما إذا تمت ممارسة التدريب التالي بعد فترة التعويض المثالي، يظل الجسم عند مستواه الأساسي.
من المحتمل حدوث بعض التغييرات المعقدة، فمثلا تُمارس بعض التمرينات عن قصد خلال فترة الاستعادة لتحقيق تأثيرات أكبر لفترة التعويض المثالي.

## العلاقة بين برامج التدريب والتعويض المثالي
للوهلة الأولى، يبدو إنشاء برامج تدريب فعالة أمرًا بسيطًا. فكل ما تحتاجه هو تحديد مستوى التركيز وما هي المدة التي تأخذها للوصول إلى فترة التعويض المثالي. بعد ذلك، استمر في التدريب بنفس مستوى التركيز المحدد سابقًا وحافظ على وجود الفترات الضرورية بين التمرينات المطلوبة للتعويض المثالي. ومع ذلك، تصبح الأشياء أكثر تعقيدا لأن التدريب يؤثر على كثير من الوظائف والمعايير الجسدية المختلفة. فلكل وظيفة في الجسم فترة انتعاش مختلفة وفترة مختلفة من الوقت لازمة للوصول إلى قمة التعويض المثالي وفترة مختلفة من الوقت بين قمة التعويض المثالي والعودة إلى قاعدة اللياقة البدنية.
تعتبر الوظائف والأبعاد المعايير المشار إليها وظائف وأبعاد أساسية. فقوة العضلات وكتلة الجسم معايير حرجة. على سبيل المثال، كتلة العضلات هي وظيفة الكثير من المعايير البسيطة المختلفة. وعلى سبيل المثال، تعتبر كمية الجليكوجين في العضلات المعيار الأساسي الذي يؤثر على كتلة العضلات.

## أخطاء شائعة
لا توجد فترة صحيحة للتعويض المثالي. فإذا ذكر شخص ما أن الجسم يحتاج إلى 48 ساعة (أو أي عدد آخر) من ساعات الراحة (للوصول إلى التعويض المثالي) بين التمرينات المتتالية بدون ذكر اسم الوظيفة (الوظائف) التي يتم استعادتها، فسوف يتم معاملة هذا القول بحرص.

## استخدام التعويض المثالي في الممارسة العملية
في علم الرياضة التقليدي، يتم تقسيم الفترة السنوية (أحيانا متعددة السنوات) إلى دورات جزئية وكلية حيث تكون الدورات الكلية مسئولة عن تطور الوظائف / المعايير المعقدة (مثل قوة العضلات). وخلال كل دورة جزئية تكون فترة الراحة هي نفس الفترة المطلوبة للوصول لمرحلة التعويض المثالي لوظيفة / معيار التدريب الحالي (أيضًا خلال هذه الدورة الجزئية لا يجب أن يكون هناك أي تأثير سلبي على استعادة الوظائف الأساسية). وسوف تعمل هذه الطريقة للتدريب فقط عندما تكون الوظائف / المعايير المطورة غير متعلقة ببعضها البعض. وللأسف هذا الأمر لا ينطبق على قوة العضلات وكتلة الجسم (فالوظائف/المعايير متعلقة ببعضها البعض). وبالتالي، هناك حاجة لها بالنسبة للأساليب المختلفة لقوة العضلات وكتلة الجسم أثناء دورة التدريب يختلف حجم وكثافة التدريب حيث تضاف موجات من الوظائف المختلفة حتى يتم الوصول إلى نهاية التعويض المثالي في الدورة الجزئية للوظائف الأساسية المطلوبة.

## وصلات خارجية
- Shea، Jason. "Fatigue, Recovery, and Supercompensation" (PDF). مؤرشف من الأصل (PDF) في 2021-04-21.
- Bompa, Tudor O.؛ Haff, Greg (10 أغسطس 2009). Periodization: theory and methodology of training. Human Kinetics. ص. 18–. ISBN:978-0-7360-8547-2. اطلع عليه بتاريخ 2011-09-30.
- Janssen, Peter G. J. M. (2001). Lactate threshold training. Human Kinetics. ص. 151–. ISBN:978-0-7360-3755-6. اطلع عليه بتاريخ 2011-09-30.
- Fee, Earl W. (30 أبريل 2005). The Complete Guide To Running: How To Be A Champion From 9 To 90. Meyer & Meyer Verlag. ص. 119–. ISBN:978-1-84126-162-1. اطلع عليه بتاريخ 2011-09-30.